# 泼兰的斯
泼兰的斯（John Prentice，1847年8月7日—1925年4月30日）是一位蘇格蘭商人，曾於1901年至1902年间期間出任上海公共租界工部局總董。

## 生平
泼兰的斯生于蘇格蘭，曾在格里诺克上學。 
1870年，泼兰的斯移居上海，並加入戴维茂海洋行（Muirhead & Co）擔任工程師和打樣師，后来該公司被Boyd & Co. 收購。Boyd & Co 随后又被耶松船厂收购。泼兰的斯出任公司的控股股东和负责人。 
1901年至1902年，泼兰的斯出任上海公共租界工部局總董。 
1925年4月30日，他因肺炎在上海去世。 他的墓地位於外國墳山（今静安公园）。 
新天安堂內有一扇專門紀念泼兰的斯的彩色玻璃窗。上海法国总会的大廳內有一尊泼兰的斯的半身像。上海法租界境內的普恩濟世路（今进贤路）就是以泼兰的斯的名字來命名。 

## 婚姻
泼兰的斯的妻子是Jane Ann Law。她于1935年去世 